# Pelycops darwini
Pelycops darwini är en tvåvingeart som beskrevs av Aldrich 1934. Pelycops darwini ingår i släktet Pelycops och familjen parasitflugor. Inga underarter finns listade i Catalogue of Life.